# Labeuvrière
Labeuvrière és un municipi francès situat al departament del Pas de Calais i a la regió dels Alts de França. L'any 2007 tenia 1.643 habitants.

## Demografia

### Població
El 2007 la població de fet de Labeuvrière era de 1.643 persones. Hi havia 644 famílies de les quals 156 eren unipersonals (44 homes vivint sols i 112 dones vivint soles), 204 parelles sense fills, 228 parelles amb fills i 56 famílies monoparentals amb fills.
La població ha evolucionat segons el següent gràfic:
Habitants censats

### Habitatges
El 2007 hi havia 693 habitatges, 643 eren l'habitatge principal de la família, 10 eren segones residències i 40 estaven desocupats. 682 eren cases i 8 eren apartaments. Dels 643 habitatges principals, 526 estaven ocupats pels seus propietaris, 103 estaven llogats i ocupats pels llogaters i 14 estaven cedits a títol gratuït; 1 tenia una cambra, 21 en tenien dues, 77 en tenien tres, 173 en tenien quatre i 371 en tenien cinc o més. 451 habitatges disposaven pel capbaix d'una plaça de pàrquing. A 260 habitatges hi havia un automòbil i a 287 n'hi havia dos o més.

### Piràmide de població
La piràmide de població per edats i sexe el 2009 era:
| Homes | Edats   | Dones |
| ----- | ------- | ----- |
| 0     | 95 o +  | 4     |
| 0     | 90 a 94 | 4     |
| 12    | 85 a 89 | 24    |
| 4     | 80 a 84 | 28    |
| 32    | 75 a 79 | 52    |
| 12    | 70 a 74 | 16    |
| 16    | 65 a 69 | 32    |
| 52    | 60 a 64 | 52    |
| 12    | 55 a 59 | 36    |
| 80    | 50 a 54 | 68    |
| 76    | 45 a 49 | 56    |
| 80    | 40 a 44 | 76    |
| 52    | 35 a 39 | 64    |
| 68    | 30 a 34 | 40    |
| 40    | 25 a 29 | 44    |
| 24    | 20 a 24 | 48    |
| 72    | 15 a 19 | 72    |
| 124   | 10 a 14 | 36    |
| 64    | 5 a 9   | 40    |
| 40    | 0 a 4   | 40    |

## Economia
El 2007 la població en edat de treballar era de 1.128 persones, 744 eren actives i 384 eren inactives. De les 744 persones actives 649 estaven ocupades (366 homes i 283 dones) i 95 estaven aturades (44 homes i 51 dones). De les 384 persones inactives 121 estaven jubilades, 118 estaven estudiant i 145 estaven classificades com a «altres inactius».

### Ingressos
El 2009 a Labeuvrière hi havia 640 unitats fiscals que integraven 1.622,5 persones, la mediana anual d'ingressos fiscals per persona era de 16.602 €.

### Activitats econòmiques
Dels 39 establiments que hi havia el 2007, 3 eren d'empreses extractives, 2 d'empreses alimentàries, 4 d'empreses de fabricació d'altres productes industrials, 6 d'empreses de construcció, 10 d'empreses de comerç i reparació d'automòbils, 2 d'empreses d'hostatgeria i restauració, 2 d'empreses immobiliàries, 3 d'empreses de serveis, 3 d'entitats de l'administració pública i 4 d'empreses classificades com a «altres activitats de serveis».
Dels 8 establiments de servei als particulars que hi havia el 2009, 1 era un taller de reparació d'automòbils i de material agrícola, 2 paletes, 1 fusteria, 1 lampisteria i 3 perruqueries.
Dels 4 establiments comercials que hi havia el 2009, 1 era una botiga de més de 120 m², 1 una botiga de menys de 120 m², 1 una fleca i 1 una botiga de material de revestiment de parets i terra.
L'any 2000 a Labeuvrière hi havia 8 explotacions agrícoles.

## Equipaments sanitaris i escolars
El 2009 hi havia 1 escola maternal i 1 escola elemental.

## Poblacions més properes
El següent diagrama mostra les poblacions més properes.